# Jefferson Keyes
Jefferson Keyes (Cool Million) è una serie televisiva statunitense in 5 episodi trasmessi per la prima volta nel corso di una sola stagione nel 1972.

## Trama
Jefferson Keyes è un ex agente della CIA che si mette in proprio come investigatore privato con un'agenzia a Lincoln, nel Nebraska. Ha un tale successo nel campo, che arriva ad ottenere una parcella di un milione di dollari per ogni caso affrontato (da qui il titolo) assicurando ai clienti, perlopiù personaggi facoltosi, il risultato garantito. Questo gli permette di vivere una vita favolosa e di possedere anche proprio jet privato, da lui stesso pilotato.

## Personaggi e interpreti
- Jefferson Keyes (5 episodi), interpretato da James Farentino.
- Elena, interpretata da Adele Mara.
È la segretaria di Keyes.
- Tony Baylor, interpretato da Ed Bernard.

## Produzione
La serie fu prodotta da Public Art Films e Universal TV Le musiche furono composte da Robert Prince, Billy Goldenberg e Pete Rugolo.

### Registi
Tra i registi sono accreditati:
- Gene Levitt
- John Badham
- Charles S. Dubin
- Daryl Duke
- Barry Shear

## Distribuzione
La serie fu trasmessa negli Stati Uniti dal 16 ottobre 1972 (pilot) e dal 25 ottobre 1972 (1º episodio) al 20 dicembre 1972 sulla rete televisiva NBC. In Italia è stata trasmessa con il titolo Jefferson Keyes.
Alcune delle uscite internazionali sono state:
- negli Stati Uniti il 16 ottobre 1972 (pilot)
25 ottobre 1972 (1º episodio) (Cool Million)
- nel Regno Unito il 6 febbraio 1973
- in Spagna (Cool Million)
- in Italia (Jefferson Keyes)

## Episodi
| Stagione       | Episodi | Prima TV USA |
| -------------- | ------- | ------------ |
| Prima stagione | 4+1     | 1972         |